# كونيو إيشي
كونيو إيشي (باليابانية: 石井邦生؛ بالكانا: いしい くにお) هو لاعب الغو ‏ ياباني، ولد في 20 نوفمبر 1941 في فوكوكا في اليابان.